# 范瑞杰
范瑞（1962年1月29日—），本名范可欽，臺灣廣告製作人，因小兒麻痺症造成下肢萎縮而行動不方便。中國文化大學企業管理學系畢業後，由孫大偉發掘而進入奧美廣告任職，後來轉戰李奧貝納廣告。

## 生平
1996年，34歲、時任李奧貝納廣告創意總監的范可欽為寶僑家品SK-II製作電視廣告，代言人劉嘉玲的廣告詞「你在看我嗎？你可以更靠近一點」讓劉嘉玲紅遍臺灣。2000年中華民國總統選舉，范可欽主導的民主進步黨總統候選人陳水扁一系列選舉廣告讓陳水扁當選總統，范可欽因此從幕後走向幕前。范可欽為陳水扁推出4個經典電視廣告：「鐵漢柔情篇」、「家人平安篇」、「年輕領袖篇」與「美麗島20周年篇」。范可欽藉著21支電視廣告讓陳水扁當選總統，范可欽把它們風風光光地拿到時報廣告金像獎參賽，結果全軍覆沒；范可欽認為，意識型態在台灣無所不在，連廣告界也難以倖免，讓他這種專業人很沮喪，這件事讓他了解「有時成名了，又很努力，不見得就會事事順遂，機緣也很重要」。
2002年6月，范可欽接受《遠見雜誌》訪問時說，他為陳水扁打造的選舉廣告的成功讓他走上檯面，「我是廣告界第一個自己成為商品的人」；而對於自己因小兒麻痺症萎縮的下肢，范可欽自嘲，「我幾乎忘了它的存在」。
2003年1月18日，公共電視文化事業基金會身心障礙節目《生活大作戰》首播，由光啟文教視聽節目服務社製作、范可欽與林睦卿主持，是范可欽首度主持電視節目。
2006年，范可欽擔任百萬人民倒扁運動總部發言人。
2009年4月6日，范可欽接受中評社專訪時說，台灣第三勢力的興起還有漫長的路，台灣接下來的大型選舉將會是低投票率的選舉，因為中國國民黨與民主進步黨都推出爛蘋果的時候，民眾會認為沒有希望，就像棒球比賽一樣；當中國大陸一再在各方面超越台灣的時候，台灣民心是很落寞的，在極度失望之下，他預估，2009年底的縣市長選舉，選民會用低投票率來回應這兩大黨的政客。他說，台灣現在在搞文化大革命，中國大陸在搞經濟建設，和過去完全反過來了；他認為，台灣應該要在一年內和中國大陸建立長治久安的和平基礎，也要建立經濟繁榮的共同架構，“台灣若有人反對，請你用選票來表達；否則，請閉嘴”。范可欽說，如果不能解決和中國大陸的關係，台灣基本上是沒有未來的，因為大陸是如此龐大的經濟體，台海兩岸同文同種、距離這麼接近，他不認為大陸在政治上有能力消滅台灣，但大陸用經濟力消滅台灣是輕而易舉的，他很懷疑“台灣擋得住嗎”。他說，當大陸越來越強，陸客赴台投資、陸客赴台旅遊可以把台灣經濟帶起來的時候，他相信有很多台灣人會覺得“統一有什麼不好”。
同樣在2009年4月6日的中評社專訪中，范可欽說，郭冠英沒有把「范蘭欽事件」處理好，因為郭冠英之前的公務員身分被泛綠政客拿來做為使力點，以致於演變成政治上的危機；如果郭冠英的言論是由李敖講出來，就會什麼事都沒有；所以只是因為郭冠英的身分加上他的個性，在事情爆發之後處理的方式不妥而已，使得泛藍政客、泛綠政客、馬英九政府都不支持他，使他變成像過街老鼠一樣。但他說，郭冠英以「范蘭欽」為筆名在部落格發表言論，部落格的原始意義是讓一個人可以在網路世界中隱藏自己真實身分，抒發自己心中的感覺；所以在某種程度上，郭冠英並沒有說錯，這是郭冠英的隱私；泛綠政客攻擊郭冠英部落格言論，他們的行為「就好像外人跑到你家翻你的日記本一樣，然後再來指責你」；因此，郭冠英在網路上以「范蘭欽」為筆名，並不能代表他官方的身分。他說，郭冠英可能是一個懷才不遇的人、也是一個很有自己想法的人，台灣的政客與媒體過於喜歡找一個箭靶來摧毀，從這個角度來看，他很同情郭冠英。他說，台灣的族群問題只存在於一小群非常有政治意圖的人身上，並不成為一個普世化的價值；「真正台獨的人有幾個？就像詐騙集團一樣」，台獨只是一小撮人，但影響力很強、渲染力很強，在政治上就會被放大來看，郭冠英就是這種政治角力之下的犧牲品，也是一個典型的文字獄。
2011年，范可欽主持高點綜合台談話性節目《和你想的不一樣》。

## 爭議

### 團圓小棧歇業案
2009年1月，范可欽經營的方合廣告與臺北市立動物園簽約合作建立園內餐飲區「團圓小棧」，簽約半年，依約每月繳水電、管理費等合計新臺幣200萬元，但方合廣告只經營了一個月就因虧損而開始賴帳。2009年5月，團圓小棧歇業，方合廣告積欠臺北市立動物園新臺幣606萬元。2013年5月10日，民主進步黨臺北市議員顏聖冠批評，臺北市立動物園不僅未積極追債，還同意方合廣告以流動攤車、冰箱、桌椅等抵債，是「為名人大開特權」；同日，范可欽回應：「這是很久以前的事情了，當時也有請律師到現場，雙方條件都談妥，也早就結案，不知道為什麼今天又會拿出來談。很多細節都記不清楚了，我覺得沒什麼好回應的。」

### 黃色小鴨商品授權爭議
2013年，范可欽擔任「黃色小鴨，快樂基隆」總策劃。2013年12月21日，黃色小鴨在基隆海洋廣場正式展出，方合廣告已非策展單位，但因相關商品授權惹議，傳出黃色小鴨作者弗洛倫泰因·霍夫曼不滿而缺席開幕儀式，霍夫曼甚至重話批評范可欽賺錢方式廉價又醜陋、讓人忍無可忍。2013年12月21日，范可欽回應，合約並無特別註明不能在基隆小鴨展館販售其他款小鴨公仔，而且黃色小鴨早在150年前就出現，黃色小鴨就算有著作權保障也早已消滅。2013年12月23日，基隆市議會議長兼「黃色小鴨，快樂基隆」發起人黃景泰向鴨迷致歉，並對方合廣告發出存證信函，要求方合廣告立即停止相關行為，否則後果自行負責。

### 廣告被指為抄襲事件
2014年10月28日，批踢踢八卦板網民爆料，范可欽操刀製作的臺北市市長候選人連勝文競選廣告涉嫌抄襲美國加州樂透廣告。兩段廣告都有寫滿粉筆字的大黑板，主角同樣穿著西裝在黑板前講解，在同樣的位置擺設梯子、桌子、檯燈。布景道具、背景音樂、燈光效果、運鏡節奏等拍攝手法皆雷同，相似度高達九成。范可欽因此被網民譏為「可侵犯」。范可欽承認有參考加州樂透廣告，但否認抄襲。

## 作品
主持
- 公共電視文化事業基金會《生活大作戰》（與林睦卿主持）
- 高點綜合台《和你想的不一樣》
- 中廣流行網《范可欽的異想世界》
- 飛碟電台《週末飛碟晚餐》

陳水扁競選廣告
- 美麗島20週年篇
- 平安篇
- 小白球篇
- 政黨輪替篇
- 年輕領袖篇

連勝文競選廣告
- 食安篇

其他廣告
- 寶僑家品SK-II廣告
- 下一代幸福聯盟反同性婚姻廣告—沙畫篇

## 外部連結
- 范可欽的異想世界的Facebook專頁